# Llista d'entrenadors campions de la Copa del Món de Futbol
Aquesta és una llista dels entrenadors de futbol que han dirigit l'equip campió de cada edició de la Copa del Món de Futbol.

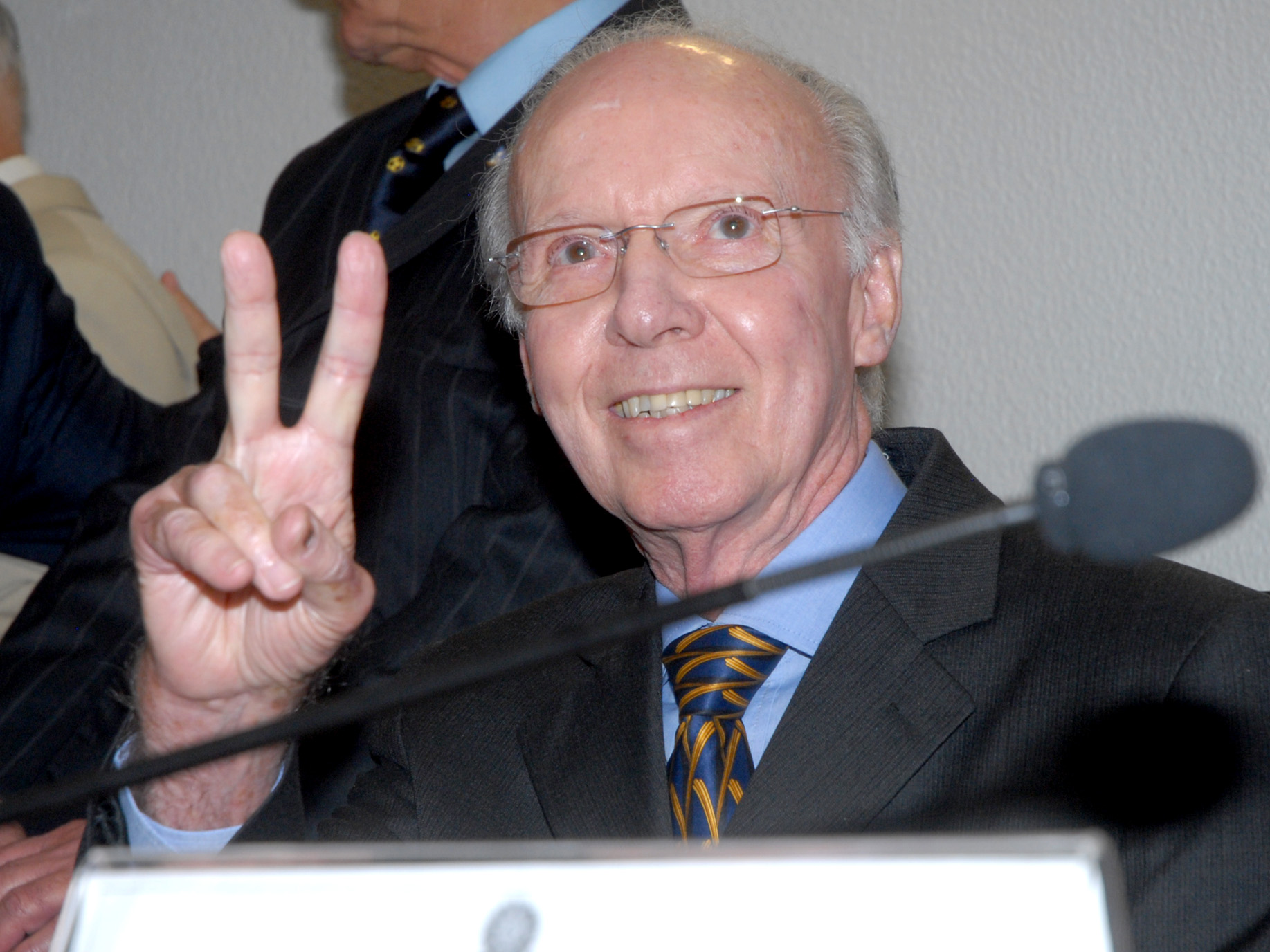
Mário Zagallo, guanyador com a jugador a Suècia 1958 i a Xile 1962; com a entrenador a Mèxic 1970 i com a ajudant de camp als Estats Units 1994. A més a més, fou finalista a França 1998.

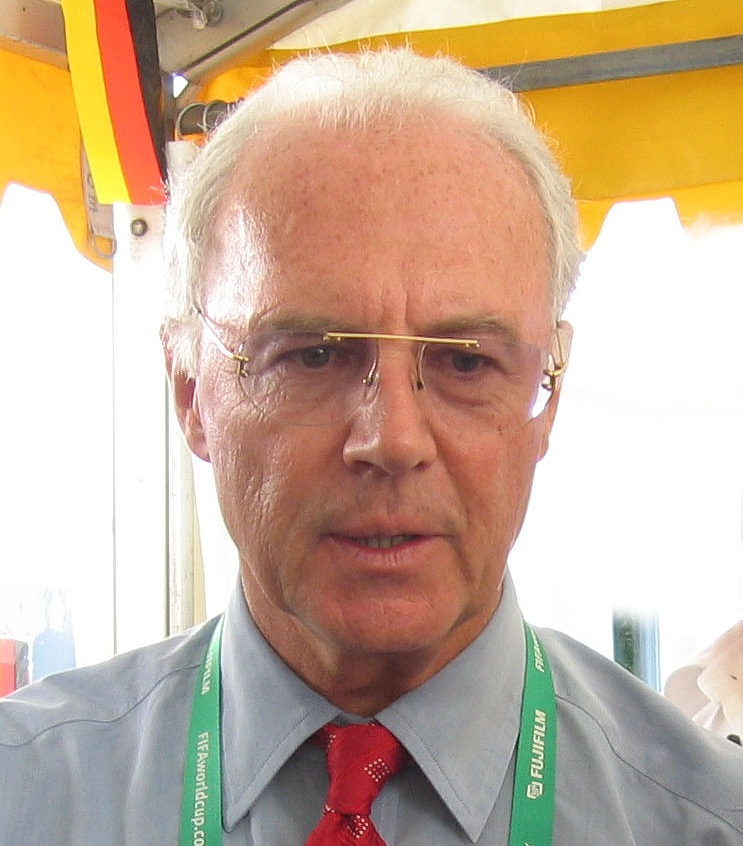
Franz Beckenbauer, guanyador com a jugador a Alemanya 1974. Entrenador finalista a Mèxic 1986 i campió a Itàlia 1990.

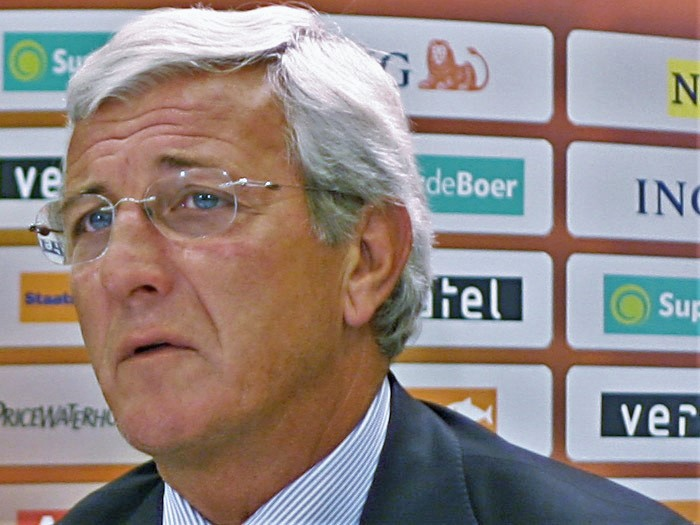
Marcello Lippi, entrenador campió Alemanya 2006

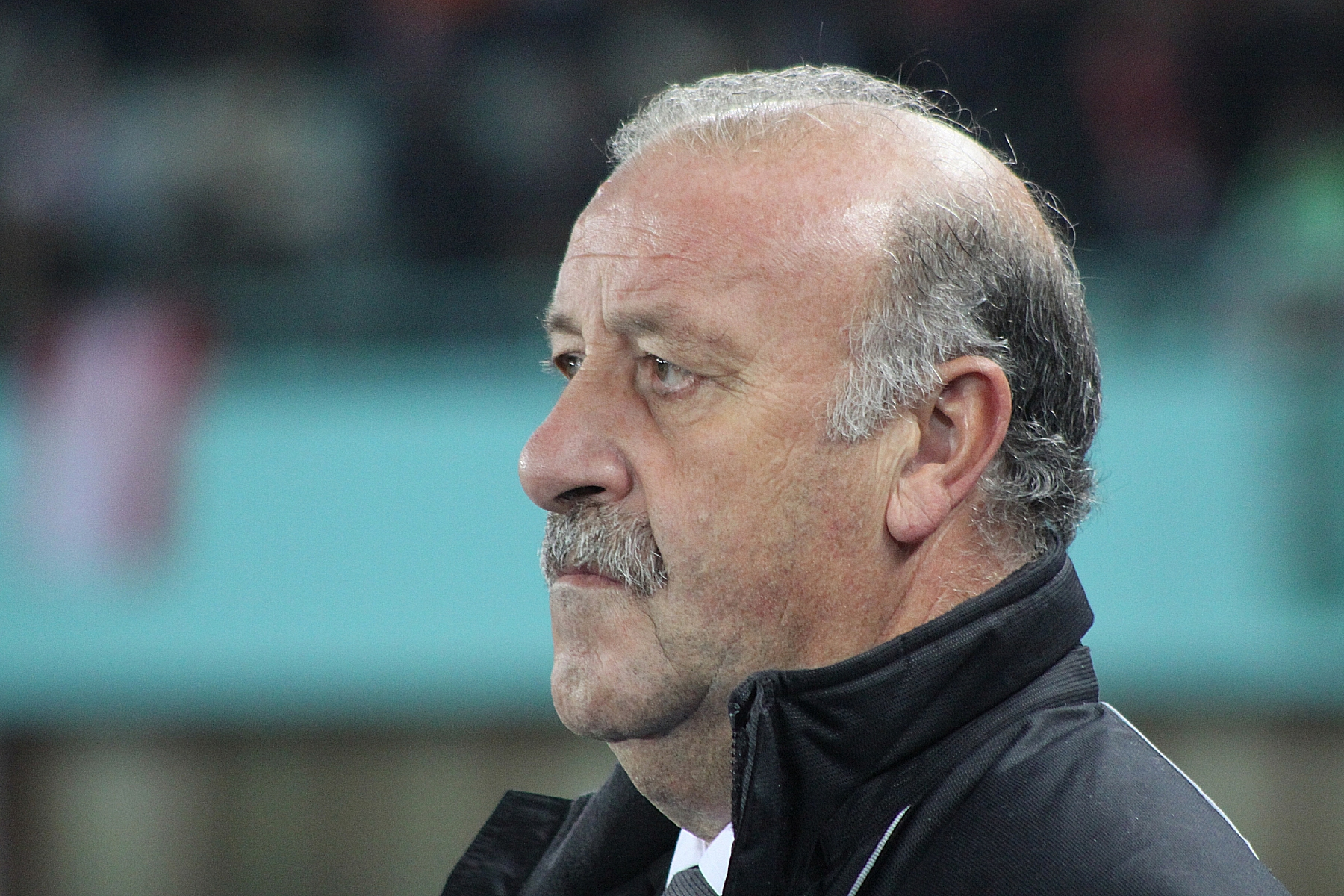
Vicente del Bosque, entrenador campió a Sud-àfrica 2010

| Copa del Món          | Entrenador              | Selecció         | Tp | Te |
| --------------------- | ----------------------- | ---------------- | -- | -- |
| Uruguai 1930          | Alberto Supicci         | Uruguai          | 1r | 1r |
| Itàlia 1934           | Vittorio Pozzo          | Itàlia           | 1r | 1r |
| França 1938           | Vittorio Pozzo          | Itàlia           | 2n | 2n |
| Brasil 1950           | Juan López Fontana      | Uruguai          | 2n | 1r |
| Suïssa 1954           | Sepp Herberger          | Alemanya Federal | 1r | 1r |
| Suècia 1958           | Vicente Feola           | Brasil           | 1r | 1r |
| Xile 1962             | Aymoré Moreira          | Brasil           | 2n | 1r |
| Anglaterra 1966       | Alf Ramsey              | Anglaterra       | 1r | 1r |
| Mèxic 1970            | Mário Zagallo           | Brasil           | 3r | 1r |
| Alemanya Federal 1974 | Helmut Schön            | Alemanya Federal | 2n | 1r |
| Argentina 1978        | César Luis Menotti      | Argentina        | 1r | 1r |
| Espanya 1982          | Enzo Bearzot            | Itàlia           | 3r | 1r |
| Mèxic 1986            | Carlos Salvador Bilardo | Argentina        | 2n | 1r |
| Itàlia 1990           | Franz Beckenbauer       | Alemanya Federal | 3r | 1r |
| Estats Units 1994     | Carlos Alberto Parreira | Brasil           | 4t | 1r |
| França 1998           | Aimé Jacquet            | França           | 1r | 1r |
| Corea-Japó 2002       | Luiz Felipe Scolari     | Brasil           | 5è | 1r |
| Alemanya 2006         | Marcello Lippi          | Itàlia           | 4t | 1r |
| Sud-àfrica 2010       | Vicente del Bosque      | Espanya          | 1r | 1r |
| Brasil 2014           | Joachim Löw             | Alemanya         | 4t | 1r |
| Rússia 2018           | Didier Deschamps        | França           | 2n | 1r |
| Qatar 2022            | Lionel Scaloni          | Argentina        | 3r | 1r |

- Tp: Ordre del títol per la selecció
- Te: Ordre del títol per l'entrenador